# 1. FK Příbram
1. FK Příbram é um clube de futebol da cidade de Příbram, na República Tcheca, o antigo Dukla Praga.
Usa como cores amarelo e vermelho, as cores da bandeira da cidade de Praga, onde fora fundado. Joga atualmente no Stadion Na Litavce, que tem capacidade para 9 100 espectadores. Foi originalmente pelo exército Tcheco em 1947, com o nome de ATK. Ao início da temporada de 1953, foi renomeado ÚDA (ver nomes), até se chamar Dukla Praga, seu nome mais consagrado, em 1956. 
O nome Dukla foi em homenagem a uma vila eslovaca que suportou uma invasão alemã durante a Segunda Guerra Mundial. O clube por muito tempo reuniu os melhores jogadores da Tchecoslováquia, com destaque especial para Josef Masopust, e era a base da seleção tchecoslovaca, mas não mesmo em sua fase áurea não tinha tanta popularidade no país e decaiu bastante com a queda do comunismo local. Dono de um dos melhores times de futebol da década de 1960 e do Leste Europeu, já foi chamado de "o supercampeão mais odiado da história".

## História
A equipe foi uma das mais vitoriosas da antiga Tchecoslováquia, recebendo apoio do governo comunista, que forçou os jogadores mais promissores do país a atuarem pelo Dukla, criado pelo exército sem estar relacionado a nenhuma outra torcida e que assim sendo obrigava jogadores em idade de alistamento a passarem para o clube. Entre 1945, quando o comunismo foi instalado no país, até 1982, quando o regime começou a enfraquecer-se visivelmente, o Dukla foi o time que mais venceu na Tchecoslováquia, faturando onze vezes o campeonato tchecoslovaco. A ascensão começou mais exatamente a partir de meados da década de 1950, após anos em que o Dukla, devido em parte à instabilidade de seu elenco, inicialmente sempre baseado na questão da idade de alistamento militar e que por isso era bastante alterado de um ano a outro, militava apenas no meio da tabela.
A partir dali, o Dukla sobressaiu-se em relação aos principais times da cidade - Slavia Praga e Sparta Praga - e do próprios país, simbolizando o estilo do futebol tchecoslovaco no exterior; Josef Masopust, considerado o maior jogador da antiga Tchecoslováquia, atuava pelo Dukla no período áureo do clube, que se beneficiava também da perseguição ao Slavia: esta era a equipe mais vitoriosa antes da Segunda Guerra Mundial e, por suas origens intelectuais e estudantis, foi perseguida pelo governo comunista; muitos de seus jogadores estiveram entre aqueles que foram colocados no Dukla. Com isso, o maior concorrente da equipe foi o Sparta (menos afetado por ter origens proletárias) e os clubes eslovacos.
A melhor fase veio na década de 1960, com um tetracampeonato nacional seguido sempre com o melhor ataque e uma das duas defesas menos vazadas, o título em plenos Estados Unidos da International Soccer League (prestigiada liga da época com chancela da FIFA a convidar tradicionais clubes para um torneio que chegou a ser rotulado de Campeonato Mundial de Clubes) e a campanha semifinalista na Liga dos Campeões da UEFA de 1966-67. Nesse ínterim, a equipe forneceu sete jogadores ao plantel da Tchecoslováquia que terminou vice-campeão para o Brasil na Copa do Mundo FIFA de 1962, dentre os quais Masopust, premiado naquele ano com a Ballon d'Or da France Football como melhor jogador europeu da temporada.
Mas as vitórias nacionais e as boas campanhas continentais, que incluíam vitórias sobre o Botafogo de Garrincha e o Santos de Pelé, contrastavam com a falta de apoio popular. Mesmo Masopust costumava ser repudiado pelos simpatizantes de outras equipes e até na grande fase da década de 1960 o público era baixo: na temporada de 1964-65, ele teve cerca de 9 mil pessoas por jogo em um torneio cuja média era de 13 mil por jogo, enquanto os populares Slavia e Sparta angariavam 24 mil. Após a aposentadoria da geração de Masopust, o Dukla chegou a ficar onze anos sem títulos. Conseguiu alguns na década de 1980, mas já não era o mesmo. E, com a derrocada do comunismo, o clube entrou em decadência ainda maior.
No final da temporada 1993/94 - a primeira da República Tcheca -, o clube caiu até a terceira divisão do campeonato tcheco, e foi forçado a vender muitos dos seus jogadores. Seus últimos títulos ainda datam da Tchecoslováquia - o campeonato nacional de 1982 e as Copas de 1983, 1985 e 1990. Em 1983 e 1985, o clube venceu também a Copa Tcheca, disputada na parte tcheca do extinto país.
Até que o tcheco de origem eslovaca Bohumil Ďuričko aceitou o desafio de reerguer os ex-gigantes. Seu primeiro passo foi comprar o FC Příbram (time da cidade de Příbram, na Boêmia Central), que estava na segunda divisão. Os dois clubes se fundiram e formaram um novo clube, que pegou o lugar do Příbram na segunda divisão, mas disputava seus jogos em Praga. Depois de um ano, o clube voltou à divisão principal do futebol tcheco (em 1997) com uma boa injeção de dinheiro, e se moveu para Příbram, onde foi renomeado FC Dukla Příbram. 
De volta à segunda divisão, utilizou o nome de FK Marila Příbram.
Em 2001, o Dukla Dejvice, um time menor de Praga, fundado em 1959, e que então disputava o Campeonato de Praga (equivalente à quinta divisão), adotou o nome e as cores do Dukla Praga e passou a jogar no antigo estádio do Dukla. o novo Dukla Praga foi campeão da segunda divisão em 2011 e vem se mantendo na primeira divisão desde então.

## Nomes
Entre parênteses o nome em tcheco, com tradução.
- 1948 ATK Praga (Armádní Tělovýchovný Klub, ou Clube Militar da Cultura Física)
- 1953 ÚDA Praga (Ústřední Dům Armády, ou Casa Central do Exército)
- 1956 Dukla Praga
- 1997 Dukla Příbram
- 2000 Marila Příbram
- 2008 1.FK Příbram

## Títulos

### Internacionais
- American Challenge Cup: 3 (1962, 1963 e 1964)
- International Soccer League: 1 (1961)

### Nacionais
- Campeonato Tchecoslovaco: 11 (1953, 1956, 1958, 1961, 1962, 1963, 1964, 1966, 1977, 1979, 1982);
- Copa da Tchéquia: 4 (1961, 1981, 1983, 1985);
- Copa da Tchecoslováquia: 9 (1952, 1961, 1965, 1966, 1969, 1981, 1983, 1985, 1990).

## Jogadores notáveis
- Ladislav Novák
- Svatopluk Pluskal
- Josef Masopust
- Zdeněk Nehoda
- Ivo Viktor
- Ladislav Vízek
- Pavel Nedvěd
- Karel Krejci